# Bretagne (D655)
Bretagne (D655) es una fragata en servicio de la Armada francesa. Fue construida por el programa de fragatas multipropósito FREMM.

## Historial operativo
En agosto de 2022, la Bretagne fue enviada para escoltar al crucero ruso Mariscal Ustínov y al destructor Vicealmirante Kulakov durante su tránsito por el Golfo de Vizcaya tras el despliegue de los buques rusos desde sus bases de la Flota del Norte en la península de Kola hasta llegar al mar Mediterráneo.